# Sanguinarin
Sanguinarin ist eine quartäre Ammoniumverbindung aus der Gruppe der Isochinolin-Alkaloide, welche als Hydroxid oder Chlorid in vielen Mohngewächsen (Papaveraceae) und Rautengewächsen (Rutaceae), etwa Schöllkraut, Mexikanischem Stachelmohn, Gelbem Hornmohn, Weißem Federmohn und der Kanadischen Blutwurz (Sanguinaria canadensis) vorkommt.
Sanguinarin wirkt toxisch durch Außerkraftsetzen der Natrium-Kalium-Pumpe.

## Geschichte
1839 stellte J. M. A. Probst aus dem Schöllkraut und aus dem Gelben Hornmohn das Alkaloid Chelerythrin dar. 1842 gab Jacob Heinrich Wilhelm Schiel (1813–1889) an, dass das 1828 durch den amerikanischen Chemiker James Freeman Dana (1793–1827) aus der Wurzel des Kanadischen Blutkrauts (Sanguinaria canadensis) dargestellte Sanguinarin identisch mit dem Chelerythrin von Probst sei. 1869 erprobte Ludwig Weyland Sanguinarin (Chelerythrin) im Tierversuch am Frosch. Laut Husemann (1871 und 1883) bewirkte das als Chelerythrin bzw. Sanguinarin bezeichnete Alkaloid zu 0,06 g beim Menschen Erbrechen, und tötete zu 0,001 g subcutan Frösche und zu 0,02 g Kaninchen. Als Vergiftungserscheinungen resultierten Adynamie und klonische oder tonische Krämpfe. Der Tod erfolgte durch Lähmung des Atemzentrums. Auf Pulsfrequenz und Blutdruck wirkten kleine Dosen steigernd, große herabsetzend durch lähmende Einwirkung auf das vasomotorische Zentrum und das Herz.

## Verwendung
Das antimikrobiell, entzündungshemmende und antioxidativ wirksame Sanguinarin kommt in der Kanadischen Blutwurz vor, deren Extrakte ab den frühen 1980er Jahren Zahnpasten und Mundspülungen zugesetzt wurde. Trotz etlicher Studien konnte die klinische Wirksamkeit gegen Zahnbelagbildung und Gingivitis nicht nachgewiesen werden.